# Episodi di Living Single (prima stagione)
La prima stagione della serie televisiva Living Single è stata trasmessa in anteprima negli Stati Uniti d'America dalla Fox tra il 22 agosto 1993 e il 15 maggio 1994.
| nº | Titolo originale                 | Titolo italiano | Prima TV USA      | Prima TV Italia |
| -- | -------------------------------- | --------------- | ----------------- | --------------- |
| 1  | Judging by the Cover             |                 | 22 agosto 1993    |                 |
| 2  | I'll Take Your Man               |                 | 29 agosto 1993    |                 |
| 3  | Whose Date Is It Anyway?         |                 | 5 settembre 1993  |                 |
| 4  | A Kiss Before Lying              |                 | 12 settembre 1993 |                 |
| 5  | In the Black Is Beautiful        |                 | 19 settembre 1993 |                 |
| 6  | Great Expectations               |                 | 26 settembre 1993 |                 |
| 7  | Full Court Press                 |                 | 3 ottobre 1993    |                 |
| 8  | Living Single... with Children   |                 | 10 ottobre 1993   |                 |
| 9  | Just Friends?                    |                 | 17 ottobre 1993   |                 |
| 10 | Quittin' Time                    |                 | 24 ottobre 1993   |                 |
| 11 | The Naked Truth                  |                 | 7 novembre 1993   |                 |
| 12 | Crappy Birthday                  |                 | 14 novembre 1993  |                 |
| 13 | Love Takes a Holiday             |                 | 21 novembre 1993  |                 |
| 14 | Burglar in the House             |                 | 28 novembre 1993  |                 |
| 15 | Living Kringle                   |                 | 19 dicembre 1993  |                 |
| 16 | Fatal Distraction                |                 | 9 gennaio 1994    |                 |
| 17 | The Hand That Robs the Cradle    |                 | 16 gennaio 1994   |                 |
| 18 | Love Thy Neighbor                |                 | 6 febbraio 1994   |                 |
| 19 | Mystery Date                     |                 | 13 febbraio 1994  |                 |
| 20 | Hot Fun in the Wintertime        |                 | 20 febbraio 1994  |                 |
| 21 | Friends Like These               |                 | 27 febbraio 1994  |                 |
| 22 | Who's the Boss                   |                 | 13 marzo 1994     |                 |
| 23 | Five Card Stud                   |                 | 27 marzo 1994     |                 |
| 24 | Love Is a Many Splintered Thing  |                 | 17 aprile 1994    |                 |
| 25 | A Tale of Two Tattles            |                 | 1º maggio 1994    |                 |
| 26 | She Ain't Heavy, She's My Mother |                 | 8 maggio 1994     |                 |
| 27 | What's Next?                     |                 | 15 maggio 1994    |                 |